# مملكة جوسون القديمة
مملكة جوسون القديمة (كوري: 고조선، نقحرة: Gojoseon، وتعني "جوسون العتيقة") هي أول كيان سياسي مسجل في تاريخ شبه الجزيرة الكورية، ازدهر بين القرن الرابع قبل الميلاد وحتى عام 108 ق.م. تعتبر هذه المملكة حجر الأساس في تشكيل الهوية الكورية، وهي تختلف جذريًا عن مملكة جوسون اللاحقة (1392-1897) من حيث البنية السياسية والثقافية.

## التسمية والأصول
اشتق اسم "جوسون" (朝鮮) من الأحرف الصينية التي تعني "أرض الصباح الهادئ". تشير النقوش البرونزية الصينية المبكرة إلى وجود اتصال بين جوسون والصين منذ عصر سلالة شانغ (1600-1046 ق.م). تنقسم المصادر التاريخية حول أصولها إلى:
1. الرواية الكلاسيكية: حسب سامغك يوسا (القرن 13 م)، أسس المملكة دانغون عام 2333 ق.م، وهو ابن الإله "هوانين" والأميرة الدب "أونغنيو".
2. التحليل الأثري: تقترح الاكتشافات في مواقع مثل لياونينغ وجود مجتمعات زراعية متقدمة منذ 2000 ق.م، قد تكون نواة جوسون.

## التطور التاريخي

### العصر التكويني (قبل 300 ق.م)
كانت جوسون اتحادًا لقبائل تعتمد على:
- الزراعة: زراعة الأرز والدخن باستخدام أدوات برونزية.
- المعادن: صناعة الفؤوس البرونزية ذات النصل المميز (بي-سونغدو-داغوم).
- التجارة: تبادل الملح والحرير مع يان الصينية.

### العصر الذهبي (300-200 ق.م)
تحولت إلى مملكة مركزية تحت حكم جي جون، وظهرت:
- العاصمة في وانغوم سونغ (حاليًا بيونغيانغ تقريبًا).
- النظام الطبقي: ملك ("هانو")، طبقة النبلاء ("هو" أو "بيو")، العامة ("شمن").
- القوانين: حسب سجلات المؤرخ الكبير، طبقت "قوانين جوسون الثمانية" التي فرضت عقوبات مثل:

```
 * السرقة: تعويض بـ50 مليون قطعة نقدية أو استرقاق.
 * القتل: إعدام مع تعويض لعائلة الضحية.
```

### الصراع مع الصين (195-108 ق.م)
- غزو ويمان (194 ق.م): استولى الجنرال الصيني المنشق ويمان على العرش.
- حرب هان-جوسون (109-108 ق.م): أرسلت سلالة هان 50,000 جندي بقيادة شي شي، مما أدى إلى:

```
 * حصار 
وانغوم سونغ
 لمدة عام.
 * تقسيم جوسون إلى 4 محافظات صينية (
لولانغ
، 
شينفان
، 
لينتون
، 
شنتو
).
```

## البنية الاجتماعية والاقتصادية

### النظام السياسي
- الحكم المقدس: اعتُبر الملك ممثلًا للإله السماوي ("هوانين").
- مجلس الشيوخ: هيئة استشارية من كبار العشائر ("سونغغول").

### الاقتصاد
- الزراعة: نظام ري متطور باستخدام قنوات خشبية.
- الصناعة:

```
 * البرونز: سيوف مزخرفة بأسلوب "المثلثات المتداخلة".
 * الحديد: أدوات زراعية بحلول القرن الثالث ق.م.
```

- العملة: استخدمت أصداف البحر ("كوروبي") قبل تبني النقود الصينية.

### الدين والثقافة
- الطوطمية: عبادة الحيوانات مثل الدب والنمر.
- الشامانية: طقوس "كوت" لاسترضاء الأرواح.
- الفن:

```
 * فخاريات "مومون" (زخارف مشبكة).
 * تماثيل "تشانغسيونغ" (أعمدة خشبية على شكل وجوه).
```

## الجدل الأكاديمي
ينقسم الباحثون حول طبيعة جوسون:
- المدرسة التقليدية (كيم جي-نيول، 2020): تؤكد أنها دولة متكاملة.
- المدرسة النقدية (مارك بيترينغ، 2018): تشكك في وجودها كدولة موحدة قبل القرن الثاني ق.م.
- الأدلة الجينية (لي وآخرون، 2021): تحليل الحمض النووي لبقايا من منشوريا يدعم اختلاط سكان جوسون مع قبائل يونغانغ.

## الإرث
- التأثير اللغوي: بعض كلمات جوسون مثل "تانغون" (زعيم) باقية في اللهجات الكورية الشمالية.
- الرمزية الحديثة:

```
 * استخدمت كوريا الشمالية اسم "جوسون" في تسميتها الرسمية (جمهورية كوريا الديمقراطية الشعبية).
 * ظهر دانغون في مسلسلات مثل 
أرث دال
 (2023).
```

## وصلات خارجية
- موسوعة بريتانيكا - جوسون القديمة
- مقالات أكاديمية كورية عن جوسون